# Rábanos
Rábanos – gmina w Hiszpanii, w prowincji Burgos, w Kastylii i León, o powierzchni 40,64 km². W 2011 roku gmina liczyła 93 mieszkańców.